# Baku City Circuit
Baku City Circuit je závodní okruh, nacházející se ve městě Baku v Ázerbájdžánu. Jeden okruh měří 6 003 metrů, což z něj dělá čtvrtý nejdelší okruh v současném kalendáři Formule 1. Prvním závodem, který se na okruhu jel, byla Grand Prix Evropy 2016, o rok později se zde jela první Grand Prix Ázerbájdžánu 2017.

## Design

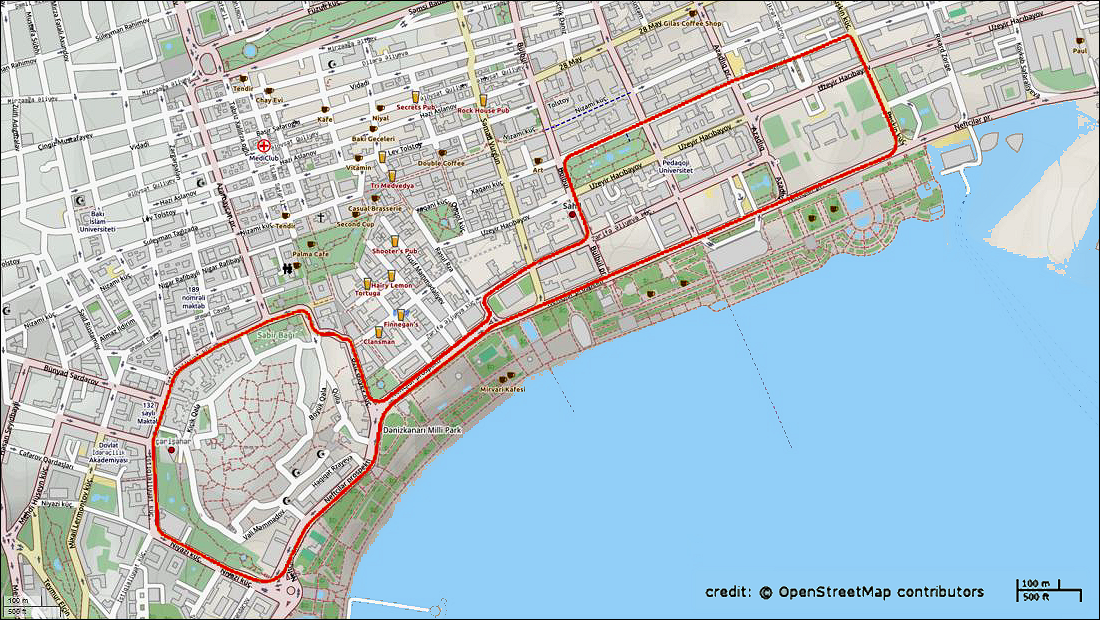
Umístění okruhu v ulicích Baku

Trasa, kterou navrhl známý projektant závodních okruhů Hermann Tilke, začíná poblíž náměstí Azadiq, obkružuje budovu místní vlády, pak vede 1 km dlouhou rovinkou směrem na západ k Paláci Širvanšáhů a Věži panen. Odtud stoupá úzkou ulicí do kopce, okolo starého centra města a pak více než dvoukilometrovou třídou Něftčilar zpět na start.
Okruh byl projektován z úmyslem vytvořit nejrychlejší městský okruh na světě, což se podařilo - v roce 2016 zde Valtteri Bottas v monopostu týmu Williams vytvořil neoficiální rychlostní rekord Formule 1. Ten má nyní hodnotu 378 km/h; překonal tak předchozí rekord Juana Pabla Montoyi z okruhu Monza, který měl hodnotu 372 km/h.

## Formule 1
| No. | Rok  | Jezdec           | Konstruktér | Motor               | Pneu | Čas           | Délka kola | Počet kol | Rychlost     | Datum      | Grand Prix  |
| --- | ---- | ---------------- | ----------- | ------------------- | ---- | ------------- | ---------- | --------- | ------------ | ---------- | ----------- |
| 1   | 2016 | Nico Rosberg     | Mercedes    | Mercedes            | P    | 1:32:52,366 h | 6,003 km   | 51        | 197,721 km/h | 19. červen | Evropa      |
| 2   | 2017 | Daniel Ricciardo | Red Bull    | Renault (TAG Heuer) | P    | 2:03:55,573 h | 6,003 km   | 51        | 148,176 km/h | 25. červen | Ázerbájdžán |
| 3   | 2018 | Lewis Hamilton   | Mercedes    | Mercedes            | P    | 1:43:44,291 h | 6,003 km   | 51        | 177,012 km/h | 29. duben  | Ázerbájdžán |
| 4   | 2019 | Valtteri Bottas  | Mercedes    | Mercedes            | P    | 1:31:52,942 h | 6,003 km   | 51        | 199,853 km/h | 28. duben  | Ázerbájdžán |
|     |      |                  |             |                     |      |               |            |           |              |            | Ázerbájdžán |
| 5   | 2021 | Sergio Pérez     | Red Bull    | Honda               | P    | 2:13:36,410 h | 6,003 km   | 51        | 137,907 km/h | 6. červen  | Ázerbájdžán |
| 6   | 2022 | Max Verstappen   | Red Bull    | RBPT                | P    | 1:34:05,941 h | 6,003 km   | 51        | 195,145 km/h | 12. červen | Ázerbájdžán |
| 7   | 2023 | Sergio Pérez     | Red Bull    | Honda RBPT          | P    | 1:32:42,436 h | 6,003 km   | 51        | 198,074 km/h | 30. duben  | Ázerbájdžán |
| 8   | 2024 | Oscar Piastri    | McLaren     | Mercedes            | P    | 1:32:58,007 h | 6,003 km   | 51        | 197,589 km/h | 15. září   | Ázerbájdžán |